# Raj Tamás
Raj Tamás (Budapest, 1940. február 9. – Budapest, 2010. március 8.) magyar történész, főrabbi. Élete során számos könyvet jelentetett meg, többségét azzal a céllal, hogy a zsidó vallást közelebb hozza és megismertesse a más vallásúakkal.

## Tanulmányai és munkássága
Tanulmányait az Országos Rabbiképző Intézetben (1964) és a szegedi József Attila Tudományegyetemen végezte (1968). 1964–70 között Szegeden és Délkelet-Magyarországon vezető rabbi. 1970-ben hosszas rendőri zaklatás után felfüggesztették állásából. 1971-től 1985-ig az Akadémiai Kiadó felelős szerkesztője, majd 1985–96 között ismét rabbi, majd 1996-tól főrabbi Budapesten.
1986-tól a pécsi Janus Pannonius Tudományegyetemen és az Országos Rabbiképző Intézet vallásfilozófia szakán tanít, előbbi helyen 1991-ig, utóbbin 4 évvel tovább. 1991-től a Miskolci Bölcsész Egyesület judaisztika tanszékvezető professzora (1999-ig) és a Keresztény-Zsidó Társaság elnökségi tagja. 1990–94 között SZDSZ-es országgyűlési képviselő. 1995-től 2005-ig a Lauder Javne Zsidó Közösségi Iskola judaisztikai vezetője. Haláláig a Makkabi Kiadó igazgatója. Tagja volt a Kőrösi Csoma Társaságnak és az Ókortudományi Társaságnak is.
Szerepelt A Napfény ízében rabbit alakítva.

## Kitüntetései
- 1998: Scheiber Sándor-díj
- 2003: Budapest Belváros-Lipótváros díszpolgára

## Főbb önálló művei
- Budapest, a Dohány utcai zsinagóga; Tájak, Korok, Múzeumok, Bp., 1984 (Tájak, korok, múzeumok kiskönyvtára)
- Aladdin konyhája. Keleti szakácsművészet; összeáll. Raj Tamás, Oláh Tamás; Minerva, Bp., 1986
- A zsidó vallás. Források; KCST, Bp., 1988 (Keleti vallások)
- A gyerekeknek nem mindig mondják meg az igazat. A zsidóság a tankönyvekben és a hittankönyvekben; összeáll. Raj Tamás; Makkabi, Bp., 1994
- Amit tudni kell a zsidóságról; összeáll. Raj Tamás, bibliai mesék Raj Ráhel; Makkabi, Bp., 1995
- Emlékimák; összeáll., bev., ford. Raj Tamás; Talmud Tóra Alapítvány, Bp., 1996
- Vigasztaljátok népemet. Gyászszokások, temetői imádságok, vigasztaló zsoltárok; Makkabi, Bp., 1998
- 100 + 1 jiddis szó. Zsidóságismeret új megközelítésben; Makkabi, Bp., 1999
- Első imakönyvem; összeáll., imaford. Raj Tamás; Makkabi, Bp., 2000
- Nem idegen közöttünk. A zsidóságról nem zsidóknak és azoknak, akik gyökereiket keresik; Makkabi, Bp., 2001
- Zsidó tárgyak művészete; fotó Szelényi Károly; Makkabi, Bp., 2002
- Raj Tamás–Vasadi Péter: Zsidók a törökkori Budán; előszó Katus László; Makkabi, Bp., 2002
- Zsidó eszmék és jelképek. A zsidóság hitvilága és közgondolkodásának filozófiája; Saxum, Bp., 2002 (Az égre néző ember)
- Bibliaiskola. A Szentírás kulcsszavai és szállóigéi; Makkabi, Bp., 2003
- Olty Márta: Az állatok nyomorúsága / Raj Tamás: Állatvédelem a Bibliában; Makkabi, Bp., 2003
- Raj Tamás–Szelényi Károly: Hol volt az Éden kertje? Izrael szentföldi tájai; Athenaeum 2000, Bp., 2004
- Klopfer Ervin–Raj Tamás: A 137-es szám. A tudomány és a kabbala titka Qaḃålåh = kabbala = 137; Makkabi, Bp., 2006 (Kabbala könyvek)
- A héber betűk misztikája; Makkabi, Bp., 2006 (Kabbala könyvek)
- Hol lakik Isten? A Biblia titkairól; Makkabi, Bp., 2007
- Ember-e a mező fája? Környezet- és természetvédelem a Bibliában; Makkabi, Bp., 2008
- Zsoltárok – Teljes kétnyelvű kiadás Raj Tamás fordításában; Makkabi Kiadó, Bp., 2009
- A nagyhalászi Hevra-könyv / The Nagyhalász Hevrah book; közzéteszi Raj Tamás, angolra ford. Adrian Bury; Szabolcs-Szatmár-Bereg Megyei Levéltár, Nyíregyháza, 2009 (Szabolcs-Szatmár-Bereg Megyei Levéltár kiadványai. II.; Közlemények, 37.)
- A kabbala tankönyve. Életmód és tudomány; tan. Popper Péter, Rajnai Éva, Tarnóc János; Makkabi, Bp., 2016
- Ábel–Zsuzsanna (Képes bibliai lexikon, Nyíri Tamással és másokkal)
- Szentföldi látomások (Donáth Lászlóval)
- Békét Izraelnek (három nyelven, Szelényi Károly fotóival)
- Héber nyelvkönyv (A mai Izrael nyelve)
- Tanú ez a kőhalom (Sáros László és Váli Dezső fotóival)
- Magyar Zsidó Almanach
- A magyar zsidók szent kardja (héberül)
- Nem idegen közöttünk. A zsidóságról mindenkinek (bővített új kiadás)
- Budapest zsinagógái (Kormos Péter és Villányi András fotóival)
- The Sights of Jewish Budapest (angol nyelven, Szelényi Károly fotóival)

## Külső hivatkozások
- A Magyar Zsidó Közösség honlapja – Raj Tamás számos cikkével, melyek közelebb hozhatják a más vallásúakat a zsidó hithez. Ezen a portálon könyveiből is olvashatók részletek. A honlapon Raj Tamás egy külön oldalt üzemeltetett, ahol bárki feltehette neki a zsidó vallással, hagyományokkal kapcsolatos kérdéseit.